# Wawrzyniec Stalinski
Wawrzyniec Stalinski   (Rogoźno, 28 de juliol de 1899 - Breslau, 3 de juny de 1985) és un exfutbolista polonès de la dècada de 1920.
Fou 13 cops internacional amb la selecció polonesa amb la qual participà en els Jocs Olímpics d'Estiu de 1924.
Pel que fa a clubs, defensà els colors de Warta Poznań.